# مير شمس الدين العراقي
مير سيد شمس الدين محمد العراقي (الفارسية: میر شمس الدین محمد عراقی؛ ق. 1440–1515)، كان وليًّا صوفيًا إيرانيًا. كان العراقي جزءًا من طائفة الصوفية من الشيعة الإثني عشرية في جامو وكشمير الذين أثروا بشكل كبير على النسيج الاجتماعي لوادي كشمير والمناطق المحيطة به.

## الحياة المبكرة
ولد العراقي في كوندالا، قرية قريبة من سلقَان [الإنجليزية] لدرويش إبراهيم وفيروزة خاتون. كان العراقي درويش صوفيًا مخلصًا لمحمد نوربخش القهستاني بينما كانت فيروزة تنحدر من عائلة سيد من قزوين. عندما كان العراقي مراهقًا، التقى لأول مرة بنورباش عندما وصل الأخير إلى سلقان، لكن نورباخش نفسه أخبره بعدم الانخراط في التعبدات الصوفية بسبب المسؤوليات العائلية. بعد وفاة نوربخش حوالي عام 1464، زار العراقي قبره واختار اتباع مسار نوربخش.

## الوفاة
في حين أن المصادر لا تعطي سنة محددة لوفاة العراقي، فإن التواريخ الشائعة المذكورة تشمل 1515  أو 1526. دُفن في زاديبال [الإنجليزية] في سريناغار، في جامو وكشمير. نُقل جثمانه لاحقًا إلى تشادورا [الإنجليزية] لأسباب غير معروفة، حيث دُفن حاليًا في ضريح إسلامي صوفي.

## الإرث
ويعتبره البعض المؤسس الفعلي للإسلام الشيعي في لاداخ وجيلجيت بالتستان، وكذلك في بقية جامو وكشمير والمناطق المجاورة لها. بعد وصوله إلى سري نكر، أنشأ خانقاه في الضواحي (المعروفة الآن باسم زاديبال [الإنجليزية])، والذي من شأنه أن ينتج فيما بعد العديد من القادة العسكريين في كشمير في المستقبل. اشتهر بتأثيره على نبلاء عشيرة تشاك لاعتناق الطريقة الصوفي النوربخشية الإسلامية [الإنجليزية] بالإضافة إلى الإسلام الشيعي ككل. قام العراقي بترجمة كتاب فقه الأهوات الذي كتبه أستاذه السيد محمد نوربخش باللغة العربية .

## طالع أيضًا
- قبر شمس الدين العراقي
- اضطهاد الشيعة الكشميريين
- تفوز الحسين الكشميري
- الإسلام الشيعي في شبه القارة الهندية [الإنجليزية]